# József Pápay
József Pápay (* 1. Juli 1873 in Nagyigmánd, Österreich-Ungarn; † 9. Juni 1931 in Debrecen, Königreich Ungarn) auf Ungarisch Pápay József [paːpai joːʒεf], war ein ungarischer Finnougrist, der innerhalb  seines Heimatlandes heute noch Bekanntheit genießt. Er gilt als erster Professor für Finnougristik an der Universität Debrecen.

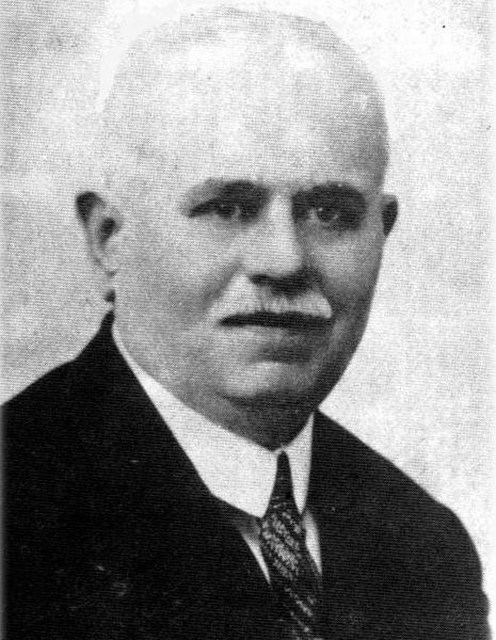
Pápay József

Ferner wird er als Erforscher der uralischen Sprachen geschätzt, insbesondere befasste er sich mit der Verwandtschaft der ungarischen Sprache mit den Sprachen der Chanten und der Mansen. Im Rahmen jener Forschungen nahm er an der dritten (sibirischen) Expedition des Entdeckers Jenő Zichy teil, wobei er ebendiese Völker und deren Sprachen näher kennenlernte.

## Leben
Geboren wurde er in Nagyigmánd, einem Dorf im Nordwesten Ungarns nahe der österreichischen Grenze.
Er studierte ungarische Philologie sowie ungarisch-finnougristische vergleichende Philologie in Budapest.
Zwischen 1897 und 1899 nahm er an der dritten Expedition des Grafen Jenő Zichy nach Sibirien teil, um mehr über die Chanten und Mansen und deren Sprachen zu erfahren.
Zudem lehrte er als Professor für finnougristische und ungarische Studien an der Universität Debrecen seit 1914 bis 1931, nachdem er von 1908 bis 1914 Lehrer an der Reformierten Schule von Debrecen gewesen war.

## Publikationen
- Über die objektivkonjugation im nordostjakischen. In: Finnisch-ugrische Forschungen. 13. Band (1913), S. 296–303
- Die ostjakischen heldenlieder Regulys. In: Suomalais-Ugrilaisen Seuran Aikakauskirja / Journal de la Société Finno-Ougrienne. 30. Band (1913–18), Nr. 36 Michigan-USA*

## Ehrungen

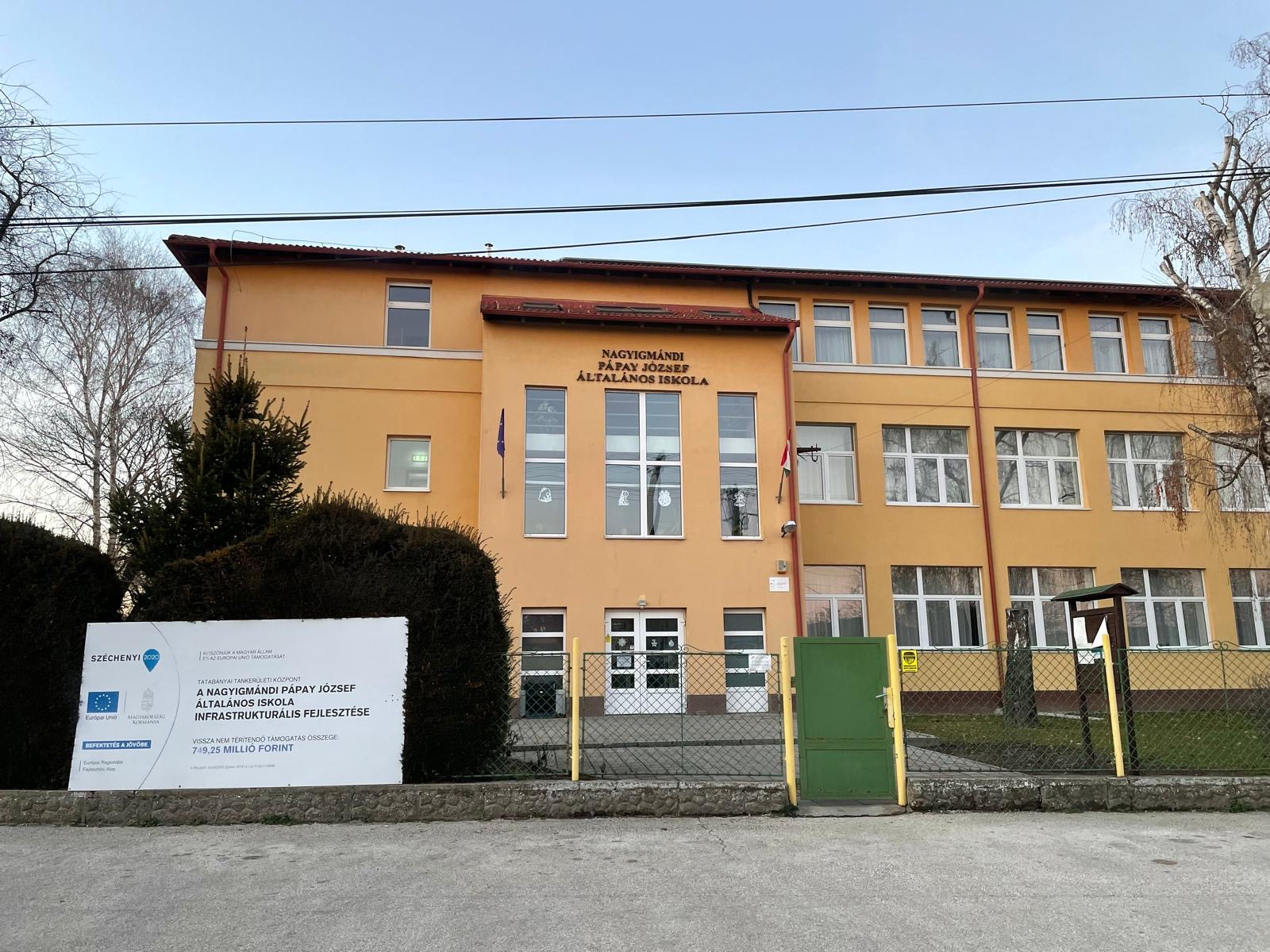
Pápay-József-Grundschule in Nagyigmánd.

Die Grundschule in Nagyigmánd wurde nach ihm als „Pápay-József-Grundschule“ (auf Ungarisch „Pápay József Általános Iskola“) benannt.

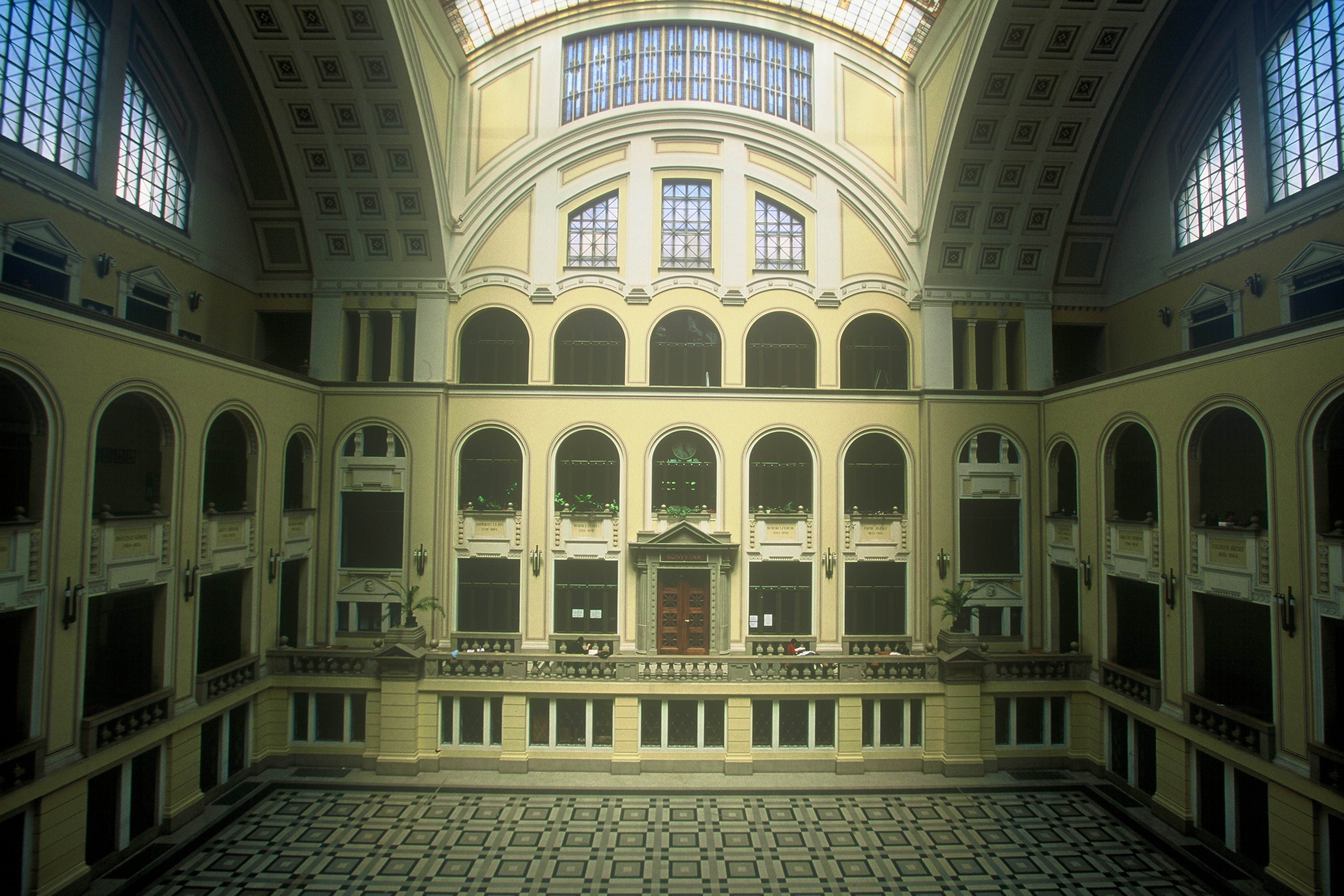
Pápay steht unter dem dritten Fenster von der Mitte (großer Saal im Hauptgebäude in der Universität Debrecen).

Darüber hinaus wurde sein Name in goldenen Lettern im Hauptgebäude der Universität Debrecen, an der er als Professor tätig gewesen war, zu seiner Ehrung eingemeißelt.